# Ximena Vilar
Ximena Vilar (11 de noviembre de 1985, Valencia) es una nadadora venezolana especializada en las pruebas de velocidad. Hizo  parte continuamente del equipo venezolano del relevo 4 x 100 libre, con el cual fue campeona de los Juegos Centroamericanos y del Caribe. Es también medallista de bronce panamericana y suramericana.